# هنس اسپمن
هنس اسپمن(به آلمانی: Hans Spemann) ‏زیست‌شناس آلمانی برنده جایزه نوبل فیزیولوژی و پزشکی در سال ۱۹۳۵ به خاطر کشف مراحل تکوین جنین بود.